# Alaskacephale gangloffi
Alaskacephale gangloffi Sullivan, 2006  è un dinosauro erbivoro appartenente ai pachicefalosauri, o dinosauri dal cranio a cupola. Visse nel Cretaceo superiore (Santoniano/Campaniano, tra  84,9 e 70,6 milioni di anni fa) e i suoi resti fossili sono stati ritrovati in Nordamerica (Alaska).

## Descrizione
Tutto ciò che si conosce di questo dinosauro è un osso squamoso quasi completo, molto simile a quello del più noto Pachycephalosaurus. La disposizione caratteristica di nodi poligonali lungo l'osso permettono di distinguere Alaskacephale dal suo parente più famoso. Come tutti i pachicefalosauri, questo animale doveva essere un erbivoro bipede dotato di uno spesso cranio a cupola. Le dimensioni erano ridotte rispetto a quelle di Pachycephalosaurus: Alaskacephale non doveva superare i 2 m di lunghezza.

## Classificazione
Il fossile è stato ritrovato nella formazione Prince Creek, in Alaska, e inizialmente è stato interpretato come un esemplare di Pachycephalosaurus (2005) sulla base di un presunto punto di sutura con l'osso quadrato (una caratteristica presente solo in Pachycephalosaurus). Successivamente uno studio di Sullivan (2006) ha messo in evidenza le differenze morfologiche tra i due animali, tali da giustificare la creazione di un nuovo genere; la “sutura” tra quadrato e squamoso era, in realtà, un punto di rottura presente in entrambi i fossili. 
Il nome Alaskacephale significa “testa dell'Alaska”, con riferimento al luogo di ritrovamento del cranio, mentre l'epiteto specifico, gangloffi, onora Roland Gangloff, il paleontologo che per primo descrisse l'animale.